# Obwód saratowski
Obwód saratowski (ros. Саратовская область) – jednostka administracyjna Federacji Rosyjskiej, wchodząca w skład Nadwołżańskiego Okręgu Federalnego.
Centrum administracyjne – miasto Saratów.
Graniczy na południu – z obwodem wołgogradzkim, na zachodzie – z obwodem woroneskim i tambowskim, na północy – z obwodem penzeńskim, samarskim i uljanowskim, na wschodzie z Kazachstanem. Łączna długość granic obwodu wynosi ponad 3500 km.
Powstał w dniu 5 grudnia 1936 poprzez przekształcenie Kraju Saratowskiego.
Rozwinięty przemysł elektromaszynowy, chemiczny, materiałów budowlanych, drzewny oraz spożywczy. Ludność obwodu zajmuje się uprawą zbóż, słoneczników, gorczycy, buraków cukrowych i tytoniu oraz hodowlą bydła, owiec i trzody chlewnej.

## Historia
W późnym średniowieczu obszar dzisiejszego obwodu leżał w granicach Złotej Ordy.
W 1797 powstała gubernia saratowska, w 1934 przemianowana na Kraj Saratowski, a w grudniu 1936 utworzono obwód. Obecne granice obwodu zostały wytyczone w 1941, po wcieleniu do obwodu terytorium zlikwidowanej Niemieckiej Nadwołżańskiej Autonomicznej SRR.

## Strefa czasowa
Obwód należy do moskiewskiej strefy czasowej (MSK): do 25 października 2014 UTC+04:00 przez cały rok, od 26 października 2014 UTC+03:00 przez cały rok. Jeszcze wcześniej, przed 27 marca 2011 roku, obowiązywał czas standardowy (zimowy) strefy UTC+03:00, a czas letni – UTC+04:00.

## Podział administracyjno-terytorialny obwodu saratowskiego
W skład obwodu saratowskiego wchodzi 439 form municypalnych (komunalnych):
- 4 okręgi miejskie[3];
- 38 rejony municypalne[4];
  - 42 osady miejskie;
  - 355 osad wiejskich

### Okręgi miejskie

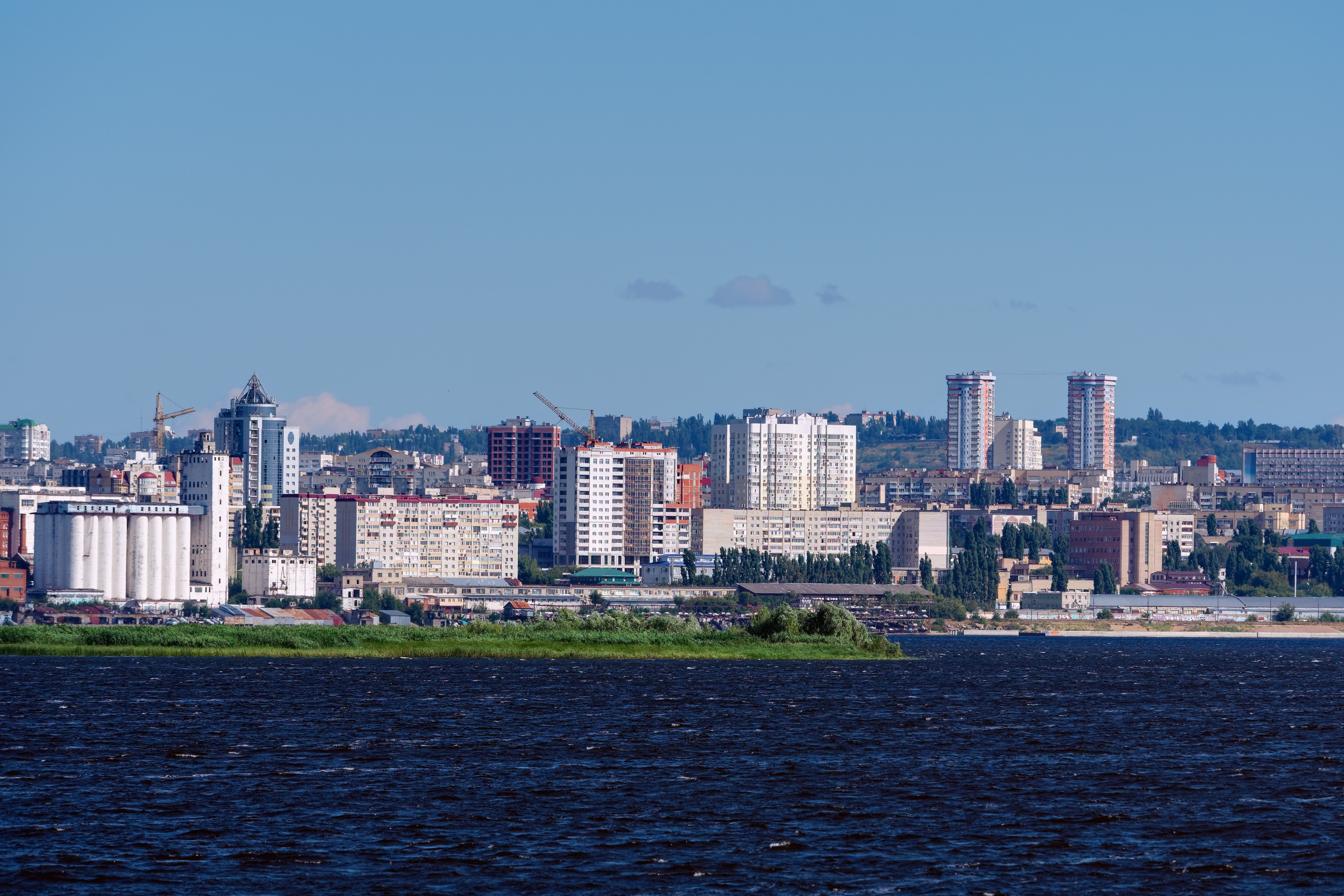
Saratów jest największym i jednym z najstarszych miast obwodu

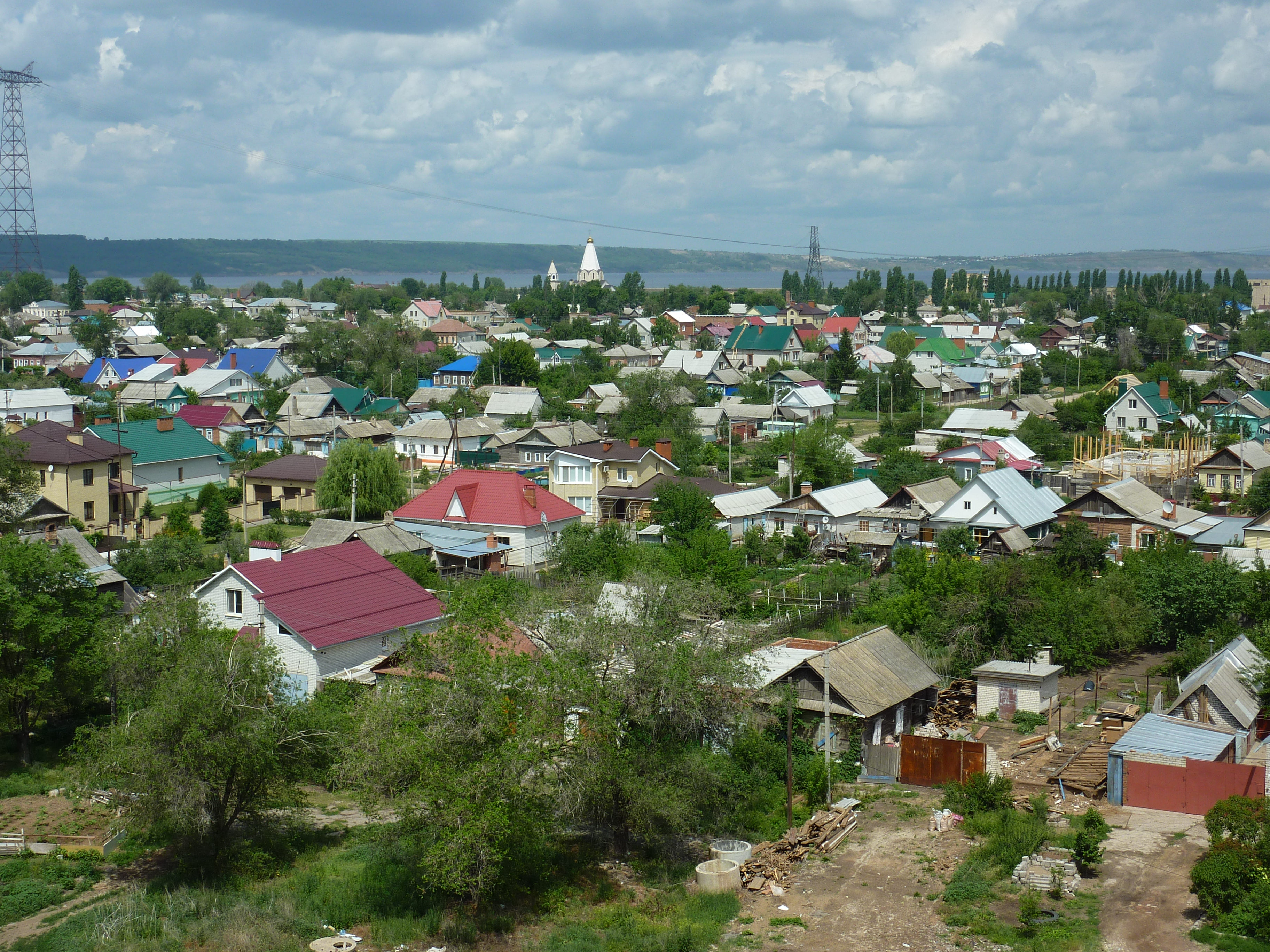
Bałakowo zostało założone w XVIII w. przez staroobrzędowców przybyłych z Polski

#### Miasto Saratow
1. Wołżański rejon Saratowa
2. Zawodski rejon Saratowa
3. Kirowski rejon Saratowa
4. Leniński rejon Saratowa
5. Oktiabrski rejon Saratowa
6. Fruzenski rejon Saratowa

## Tablice rejestracyjne
Tablice pojazdów zarejestrowanych w obwodzie saratowskim mają oznaczenie 64 w prawym górnym rogu nad flagą Rosji i literami RUS.